# Parafia św. Jana Apostoła i Ewangelisty w Bydgoszczy
Parafia Świętego Jana Apostoła i Ewangelisty w Bydgoszczy – rzymskokatolicka parafia w Bydgoszczy, erygowana w 1990. Należy do dekanatu Bydgoszcz V.
Decyzją ordynariusza diecezji, bp. Jana Tyrawy, ks. Andrzej Jasiński z dniem 25 czerwca 2010 roku został zwolniony z obowiązków proboszcza parafii i przeniesiony do parafii pw. św. Katarzyny w Sypniewie. Nowym proboszczem został mianowany dotychczasowy wikariusz ks. Janusz Tomczak.  Z dniem 28 sierpnia 2023 decyzją ordynariusza diecezji, bp. Krzysztofa Włodarczyka dotychczasowy proboszcz został odwołany i przeniesiony do parafii Świętej Trójcy w Bydgoszczy. Nowym proboszczem został nominowany ks. Krzysztof Kozłowski. 